# غالوس

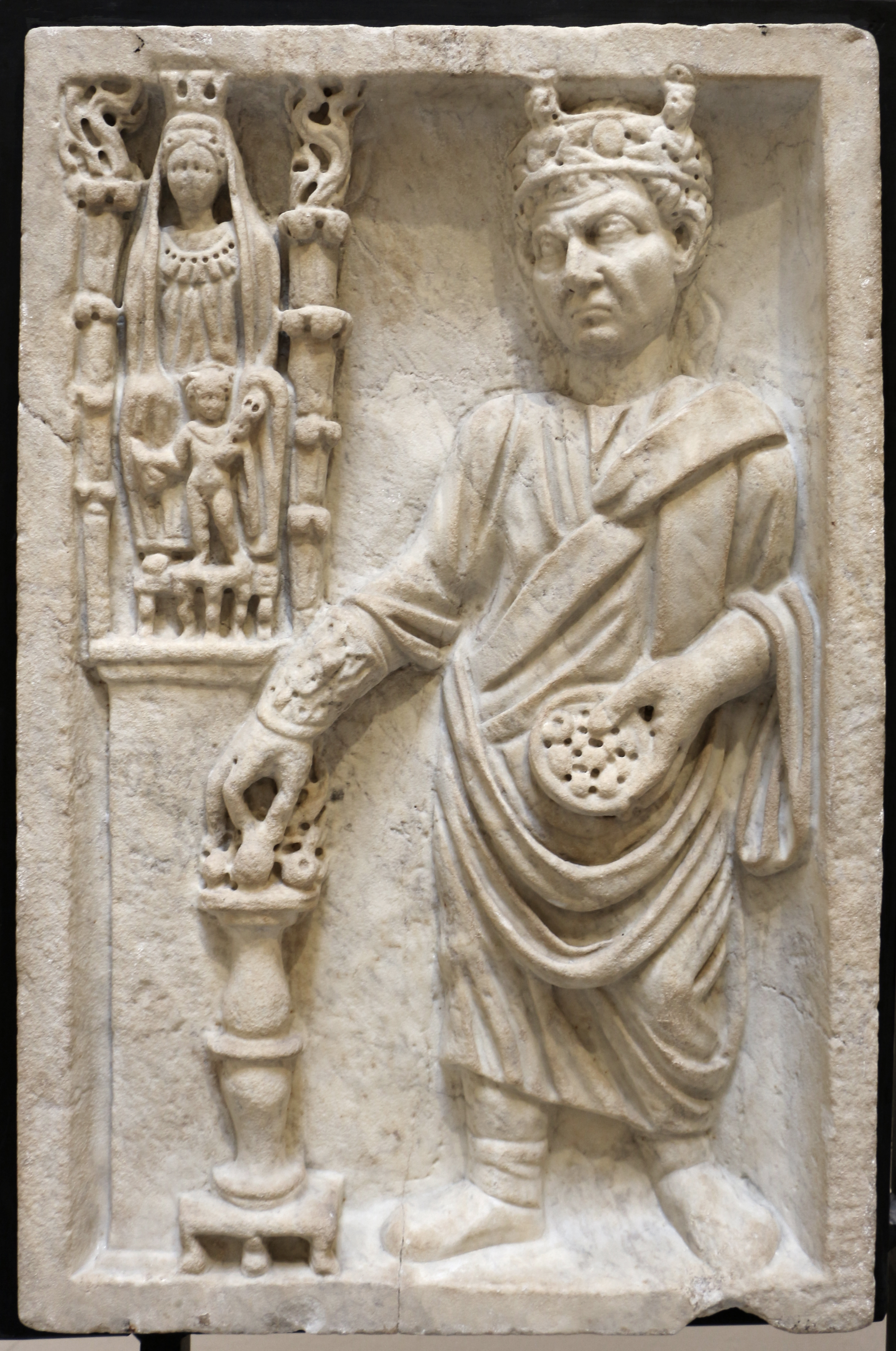
نقش بارز لأركيغالوس يقدم القرابين لكوبيلي وأتيس، متحف أوستيا الأثري ، أوستيا أنتيكا

غالوس Gallus كان كاهنًا خصيًا للإلهة الفريجية كوبيلي (ماغنا ماتر، الأم العظمى) وزوجها أتيس ، اللذان دُمجت عبادتهما في الممارسات الدينية للدولة في روما القديمة .

## الأصول
قد تكون عبادة كوبيلي نشأت في بلاد ما بين النهرين،  ووصلت إلى اليونان نحو عام 300 ق.م.  وقد احتفظت في الأصل برمزها المقدس، وهو نيزك أسود، في معبد يسمى ميغاليسيون في مدينة بيسينوس في تركيا حاليًا.
ترد أقدم الإشارات الباقية إلى الغالي في كتاب مختارات يونانية ، وهي عبارة عن تجميع في القرن العاشر الميلادي لمواد سابقة، إذ تذكر العديد من المقاطع القصيرة أو تشير بوضوح إلى كونهم خصيان.
قال سطفان البيزنطي أن الاسم جاء من الملك غالوس Gallus،  بينما قال أوفيد أنه مشتق من نهر غالوس في فريجيا.  تم استخدام نفس الكلمة (غالوس gallus مفرد، galli غالي، جمع) من قبل الرومان للإشارة إلى الكلت والديكة ، وكان الأخير على وجه الخصوص مصدرًا للتورية. 

## الوصول إلى روما
وصلت عبادة ماغنا ماتر (الأم العظمى) إلى روما في وقت ما في القرن الثالث ق.م، نحو نهاية الحرب البونيقية الثانية ضد قرطاج. لا توجد روايات معاصرة عن وصولها، لكن المصادر الأدبية اللاحقة تصف أهميتها باعتبارها استجابة رسمية للأمطار النيزكية وفشل المحاصيل والمجاعة في عام 205 ق.م. وقد اعتبر مجلس الشيوخ والنبؤات السيبيلة هذه الأحداث آيات وعلامات على الغضب الإلهي على روما وتحذيرات لدمارها الوشيك ، والذي ينبغي التكفير عنه عبر استيراد روما الرسمي للإلهة ماجنا ماتر وعبادتها؛ فوجود الإلهة كسند، قد تشهد روما نهاية للمجاعة والنصر على قرطاج.  في عام 204 ق.م، اعتمد مجلس الشيوخ الروماني رسميًا كوبيلي كإلهة للدولة. ونُقلت صورتها المقدسة من حرمها في آسيا الصغرى إلى روما باحتفالات كبيرة.  وفقًا لليفيوس جُلبت إلى معبد النصر على تل بالاتين في اليوم السابق لعيد نيسان/أبريل،  ومنذ ذلك الحين، تم الاحتفال بالذكرى السنوية باسم ميغاليسيا Megalesia في الفترة من 4 إلى 10 نيسان/أبريل بالألعاب العامة والتضحيات الحيوانية والموسيقى التي يؤديها الغالوسيون .  بعد أكثر من مائة عام (وفقًا لبلوتارخ)، عندما خطط الجنرال الروماني ماريوس لمحاربة القبائل الجرمانية ، تنبأ كاهن من الغالي يدعى باتاسيس بانتصار الرومان ونتيجة لذلك صوت مجلس الشيوخ على بناء معبد نصر للإلهة. 

### التلقّي
ادعى ديونيسيوس من هاليكارناسوس أن المواطنين الرومان لم يشاركوا في طقوس عبادة ماغنا ماتر. وكانت المصادر الأدبية تطلق على الغالوسيون لقب "أنصاف الرجال"، مما دفع الباحثين إلى استنتاج أن الرجال الرومان كانوا ينظرون إلى الغالوسيين بازدراء. ولكن ربما كان استنكار الرومان للعبادة الأجنبية من اختراع الباحثين المعاصرين أكثر من كونه واقع اجتماعي في روما، إذ عثر الآثاريون على تماثيل نذرية لأتيس على هضبة بالاتين، مما يعني أن المواطنين الرومان شاركوا على مستوى ما في تبجيل ماغنا ماتر وزوجها اتيس. 
كان رئيس كهنة الغالوسيين المسمى الأركيغالوس مواطنًا رومانيًا يعمل أيضًا في وظيفة تابعة للدولة الرومانية ، وبالتالي حافظ على التقاليد الدينية مع عدم انتهاك المحظورات الدينية الرومانية. يزعم البعض أن رئيس الكهنة لم يكن خصيًا أبدًا، إذ كان الإخصاء ممنوعًا على جميع مواطني روما . [  (يشير هذا الحظر إلى أن الغالي الأصليين كانوا إما آسيويين أو عبيدًا.) ومع ذلك، رفع كلوديوس الحظر المفروض على الإخصاء؛ وأكد دوميتيان ذلك لاحقًا.  وموضوع مشاركة المواطنون الرومانيون في عبادة ماغنا ماتر أم لا، وإن كان أعضاؤها من المولودين في الخارج حصرياً، هو موضوع نقاش علمي.

### في الولايات
في عام 2002 م اكتشفت رفات غالوس روماني من القرن الرابع الميلادي في ما يعرف الآن بكاتريك Catterick بإنجلترا، كان يرتدي ملابس نسائية، ويرتدي مجوهرات من السَّبَج، والطَفَل الصَفحي، والبرونز، مع حجرين في فمه. قال ويلسون Pete Wilson، كبير الآثاريين في هيئة التراث الإنجليزي: "يُظهِر هذا الاكتشاف مدى التنوع الثقافي الذي كان يتمتع به شمال إنجلترا". يحتوي الموقع الأثري في كوربريدج Corbridge، وهي مستوطنة رومانية بريطانية مهمة على سور هادريان ، على مذبح للإلهة كوبيلي. 
جرى تنقيب مقبرة تعود إلى القرن الرابع الميلادي في هانجيت Hungate في يورك، وكان أحد المدافن على الأرجح لأحد الأعضاء الغالوسيون ، بالاستناد إلى الأدلة التي تشير إلى أنه على الرغم من تحديد العظام على أنها لرجل، إلا أن الشخص دُفن مع أساور من الذهب الخالص، وهي مادة ترتبط ارتباطًا وثيقًا بالنساء. تتشابه هذه الجوانب أيضًا مع جوانب دفن غالوس من كاتيريك. 

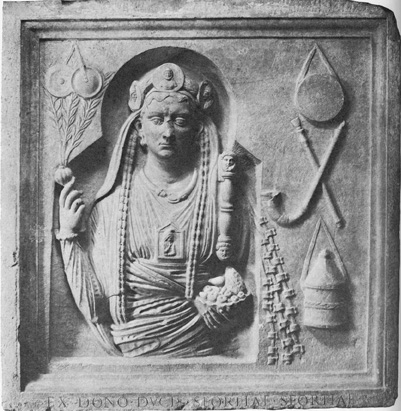
نحت جنائزي لأركيغالوس من لافينيوم ، منتصف القرن الثاني الميلادي، متاحف الكابيتول ، روما

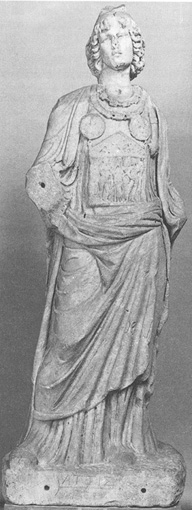
تمثال لكاهن غالوس، القرن الثاني، متحف كابيتوليني

## الممارسات الدينية
قام الغالوسيون بإخصاء أنفسهم خلال احتفال نشوة يسمى "يوم الدم" Dies sanguinis ، والذي أقيم في 24 آذار/مارس  ففي هذا اليوم من الحداد على أتيس، كانوا يركضون بجنون وبشعر مرسل أشعث، ويأدون الرقصات على أنغام المزامير والدفوف، وفي حالة من النشوة، يجلدون أنفسهم حتى ينزفوا.  وتبع ذلك يوم من الاحتفال والراحة.
كان العيد المقدس جزءًا من الطقوس الإدخالية. كشف ماتيرنوس Julius Maternus، وهو مسيحي انتقد الديانات الأخرى، عن عبارة تلقين محتملة للغالوسيين : "أكلت من الدف؛ وشربت من الصنج؛ وأصبحت داخلًا في أتيس". وقد وردت عبارة التلقين هذه في كتاب "عن خطأ الأديان الدنيوية De errore profanarum religionum" لكن عبارة التلقين مكتوبة باللغة اليونانية ولا تحتوي على أي إشارة إلى أتيس، الذي أضيف بالترجمة إلى اللاتينية.   كما أن بعض إصدارات النص تحذف أيضًا كلمة "أتيس" في عبارة التلقين اليونانية.  تتضمن الأسرار الإليوسيسة، التي رواها كليمنت الإسكندري ، صيغة مماثلة. 
وُصفت شارات مناصبهم بأنها نوع من التاج، ربما إكليل الغار، بالإضافة إلى سوار ذهبي يُعرف باسم الأوكابوس occabus.  وكانوا يرتدون عمومًا ملابس نسائية (غالبًا ما تكون صفراء)، وعمامة، وقلائد، وأقراط، وكانوا يبيضون شعرهم وتركوه طويلاً، ووضعوا مكياجًا ثقيلًا. وكانوا يتجولون مع الأتباع، يطلبون الصدقات، وفي المقابل كانوا على استعداد لقراءة الطالع .
كان قائد الغالوسيين يُعرف باسم الأركيغالوس في روما، أقله منذ عهد كلوديوس وما بعده. تصور عدد من الاكتشافات الأثرية الأركيغالوس وهو يرتدي أزياء فاخرة وباهظة الثمن. وكان الأركيغالوس دائمًا مواطنًا رومانيًا تختاره هيئة الكهان المسمى Quindecimviri sacris faciundis (حرفيًا: خمسة عشر رجلاً لتقديم التضحيات)، و تستمر مدة خدمته مدى الحياة.  وإلى جانب منصب الأركيغالوس، جاء حرم فريجيانوم بالإضافة إلى طقوس التاوروبوليوم Taurobolium فيما يتعلق بعبادة الأم العظمى (ماغنا ماتر)، وهما جانبان من عبادة الأم العظمى التي كان الأركيغالوس يسيطر عليها. 

## تفسيرات
كتبت هيلز Shelley Hales: "عزز الأدب اليوناني والروماني باستمرار الاختلاف الجنسي والعرقي للخصيان من خلال التأكيد على مدى اختلاف مظهرهم. فقد قٌدموا يرتدون ملابس زاهية ومجوهرات ثقيلة ومكياج وشعر مصبوغ ومجعد".  ولأن الغالوسيين كانوا يخصون أنفسهم ويرتدون ملابس نسائية ويضعون الحٌلي ومكياج، فقد فسرهم بعض العلماء المعاصرين على أنهم متحولون جنسياً .  
قد يكون الغالوسيين قد شغلوا أيضًا "جنسًا ثالثًا" في المجتمع الروماني. ربط لاثام Jacob Latham بين الطبيعة غير المحلية لماجنا ماتر وتصوير رجال دينها متنافرين جندريًا. ربما كانوا موجودين خارج البناءات الرومانية للذكورة والأنوثة تمامًا، وهو ما يمكن أن يفسر ردود الفعل السلبية للمواطنين الذكور الرومان ضد تجاوز الغالوسيين لمعايير النوع الاجتماعي. 
ربط بعض الباحثين بين قصة حادثة إخصاء أتيس لنفسه وإخصاء الغالوسيين طقسيًا.   في بيسينوس ، مركز عبادة كوبيلي، كان هناك اثنان من الكهنة الكبار خلال الفترة الهلنستية، أحدهما يحمل لقب "أتيس" والآخر يحمل اسم "باتاكيس Battakes". كلاهما كانا خصيانًا.  وكان لكبار الكهنة نفوذًا سياسيًا كبيرًا خلال هذه الفترة، وتوجد رسائل من كبير كهنة أتيس إلى ملكا بيرغاموم، يومينس الثاني وأتالوس الثاني، منقوشة على الحجر. وفي وقت لاحق، خلال فترة السلالة الفلافية، كانت هناك هيئة مكونة من عشرة كهنة، غير مخصيين، وكانوا مواطنون رومانيون، لكنهم ما زالوا يستخدمون لقب "أتيس". 

## أنظر أيضًا
عبادة كوبيلي وأتيس

## هوامش
1. ↑  Penzer، Norman Mosley (1993) [1936]. The Harem: an account of the institution as it existed in the Palace of the Turkish Sultans with a history of the Grand Seraglio from its foundation to modern times. New York: Dorset Press.
2. ↑  Taylor، Gary (2000). Castration: An Abbreviated History of Western Manhood. Routledge. ISBN:0415927854.
3. ↑  Maarten J. Vermaseren, Cybele and Attis: the myth and the cult, translated by A. M. H. Lemmers, London: Thames and Hudson, 1977, p.96: "But according to others their name was derived from King Gallus 495 who in a state of frenzy had emasculated himself..." and p.199, "495. Steph. Byz. s.v. γάλλος (= H. Hepding, Attis, 74)."
4. ↑  Maarten J. Vermaseren, Cybele and Attis: the myth and the cult, translated by A. M. H. Lemmers, London: Thames and Hudson, 1977, p.85, referencing Ovid, Fasti IV.9
5. ↑  Kuefler، Mathew (2001). The Manly Eunuch: Masculinity, Gender Ambiguity, and Christian Ideology in Late Antiquity. Chicago and London: University of Chicago Press. ص. 248.
6. 1 2  Burns، Krishni Schaefgen. The Magna Mater Romana: A sociocultural study of the cult of the Magna Mater in Republican Rome. ISBN:978-1-321-56911-7. OCLC:1257962341.
7. ↑  Scholz، Piotr O. (2001). Eunuchs and Castrati: A Cultural History. ترجمة: Broadwin، John A.؛ Frisch، Shelley L. Markus Wiener. ص. 96. ISBN:1558762019.
8. ↑  Livy. "29.14.10ff". The History of Rome from Its Foundation.
9. ↑  Luther H. Martin, Hellenistic Religions: An Introduction, Oxford University Press, 1987, (ردمك 019504391X) p. 83 نسخة محفوظة 2024-12-03 على موقع واي باك مشين.
10. ↑  Plutarch. "Life of Marius, 17.5 (The Parallel Lives, Vol IX), published circa 100 CE". penelope.uchicago.edu. اطلع عليه بتاريخ 2020-12-12.
11. ↑  The cults of the Roman Empire, The Great Mother and her Eunuchs, by Robert Turcan, Wiley-Blackwell, 1996 (ردمك 0-631-20047-9) p. 49
12. ↑  Maarten J. Vermaseren, Cybele and Attis: the myth and the cult[وصلة مكسورة], translated by A. M. H. Lemmers, London: Thames and Hudson, 1977, p.96: "Furthermore Cybele was to be served by only oriental priests; Roman citizens were not allowed to serve until the times of Claudius."
13. ↑  "Dig reveals Roman transvestite". BBC (بالإنجليزية البريطانية). 21 May 2002. Archived from the original on 2018-02-10. Retrieved 2020-12-12.
14. ↑  "International Transgender Day of Visibility: The Galli in Yorkshire". York Archaeology (بالإنجليزية الأمريكية). Archived from the original on 2023-04-03. Retrieved 2023-04-03.
15. ↑  Maarten J. Vermaseren, Cybele and Attis: the myth and the cult, translated by A. M. H. Lemmers, London: Thames and Hudson, 1977, p.115: "The Day of Blood (dies sanguinis) is the name given to the ceremonies on 24 March. On this day the priests flagellated themselves until the blood came and with it they sprinkled the effigy and the altars in the temple."
16. ↑  Maarten J. Vermaseren, Cybele and Attis: the myth and the cult, translated by A. M. H. Lemmers, London: Thames and Hudson, 1977, p.97.
17. ↑  Oster، Richard Earl (22 أبريل 2016). Julius Firmicus Maternus: De errore profanarum religionum. Introduction, translation and commentary. Rice Scholarship Home (Thesis thesis). ص. 75. hdl:1911/89943. مؤرشف من الأصل في 2023-04-20. اطلع عليه بتاريخ 2022-09-10.
18. ↑  Firmicus Maternus، Julius؛ Forbes، Clarence A. (1970). Firmicus Maternus : the error of the pagan religions. New York: Newman Press. ص. 81. ISBN:0-8091-0039-8. OCLC:88488.
19. ↑  "Iulij Firmici Materni V.C. de errore profanarum religionum ad Constantium & Constantem Augustos liber: nunquam antehac in lucem editus". The British Library (باللاتينية). Archived from the original on 2022-11-29. Retrieved 2022-09-10.[وصلة مكسورة]
20. ↑  Rose، H. J. (1959). Religion in Greece and Rome. [Originally published as Ancient Greek Religion (1946) and Ancient Roman Religion (1948) by Hutchinson and Co. in London.] New York: Harper and Row. ص. 278.
21. 1 2  The cults of the Roman Empire, The Great Mother and her Eunuchs, by Robert Turcan, Wiley-Blackwell, 1996 (ردمك 0-631-20047-9) p. 51
22. ↑  Dictionary of Roman religion by Lesley Adkins, Roy A. Adkins, Oxford University Press, 1996 (ردمك 0-19-514233-0) p. 91
23. ↑  Hales، Shelley (2002). "Looking for eunuchs: The galli and Attis in Roman art". في Tougher، Shaun (المحرر). Eunuchs in Antiquity and Beyond. The Classical Press of Wales and Duckworth. ص. 91.
24. ↑  Kirsten Cronn-Mills, Transgender Lives: Complex Stories, Complex Voices (2014, (ردمك 0761390227)), page 39
25. ↑  Teresa Hornsby, Deryn Guest, Transgender, Intersex and Biblical Interpretation (2016, (ردمك 0884141551)), page 47
26. ↑  Latham، Jacob (2012). ""Fabulous Clap-Trap": Roman Masculinity, the Cult of Magna Mater, and Literary Constructions of the galli at Rome from the Late Republic to Late Antiquity". The Journal of Religion. ج. 92 ع. 1: 84–122. DOI:10.1086/662205. ISSN:0022-4189. JSTOR:10.1086/662205. S2CID:170360753. مؤرشف من الأصل في 2025-03-06.
27. ↑  Denova، Rebecca I. (2018). Greek and Roman religions. John Wiley & Sons. ISBN:978-1-78785-765-0. OCLC:1243160502.
28. ↑  Bremmer، Jan N. (2004). "Attis: A Greek God in Anatolian Pessinous and Catullan Rome". Mnemosyne. ج. 57 ع. 5: 534–573. DOI:10.1163/1568525043057892. ISSN:0026-7074. JSTOR:4433594. مؤرشف من الأصل في 2025-06-29.
29. ↑  A. D. Nock, Eunuchs in Ancient Religion, ARW, XXIII (1925), 25–33 = Essays on Religion and the Ancient World, I (Oxford, 1972), 7–15.
30. ↑  Maarten J. Vermaseren, Cybele and Attis: the myth and the cult, translated by A. M. H. Lemmers, London: Thames and Hudson, 1977, p. 98.